# Аббатство Тонгерло
Аббатство Тонгерло — премонстрантский монастырь в селении Тонгерло, в настоящее время являющемся частью коммуны Вестерло провинции Антверпен на севере Бельгии. Действующий мужской монастырь. Аббатство известно местным сортом пива «Тонгерло», а также копией росписи Леонардо да Винчи «Тайная вечеря».

## История
Аббатство Тонгерло было основано в 1128 году Гиселбертом Кастерлее, который не только выделил земли, но и сам стал конверзом в монастыре. Первые монахи, возглавляемые Анри, сподвижником Норберта Ксантенского, основателя ордена премонстрантов, были присланы монастыремСен-Мишель в Антверпене. Хартия об основании монастыря была подписана, среди прочих, Бернардом Клервосским. Архиепископ Камбре даровал аббатам монастыря синодальные права.

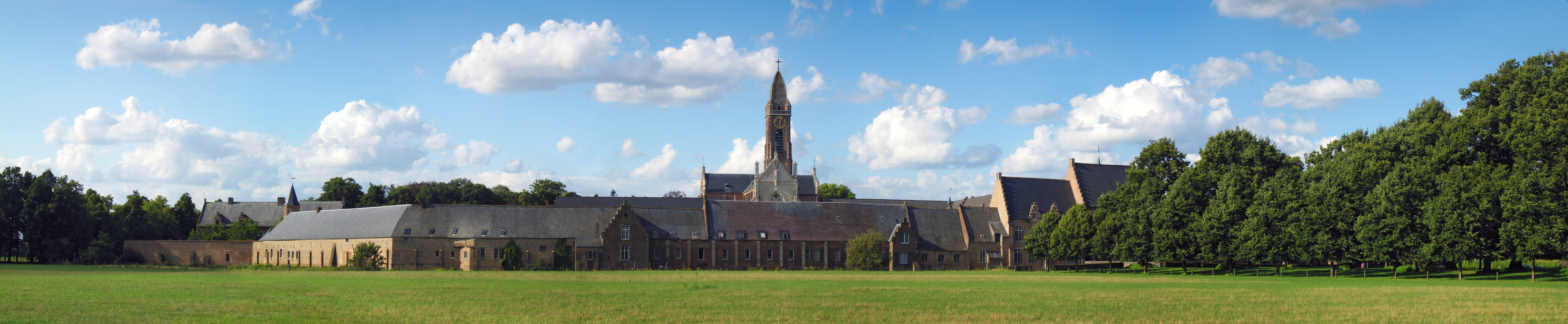
Панорама аббатства Тонгерло, 2009 год

Со временем аббатство приобрело влияние в регион Де-Кемпен (северо-восток современной Бельгии и юг Нидерландов). Епископы Камбре, а также несколько крупных землевладельцев, вверили приходы патронажу аббатства, так что монастырь обеспечивал священнослужителями около сорока приходов в этом регионе.
Фламандский художник Госвин ван дер Вейден (Goswin van der Weyden; ум. после 1538) пользовался покровительством аббата Тонгерло Антониуса Цгроотена (нидерл. Antonius Tsgrooten, аббат в 1504—1530 годах), бывшего в числе постоянных заказчиков художника.
'В 1559 году в Испанских Нидерландах было введено новое деление на диоцезы, и аббатство Тонгерло было обложено тяжёлыми сборами на содержание епархии; кроме того, епископы епархии Хертогенбоса теперь стояли во главе монастыря. Только в 1590 году, отказавшись от большей части угодий, аббатство получило независимость.
В эпоху подъёма кальвинизма трое монахов стали мучениками за веру: Арнольд Вессем и Хендрик Босх в 1557 году и Петер Янссенс в 1572 году.
Аббатство Тонгерло было центром обучения в регионе. Адрианус Сталпертс (1563—1629) был 41-м (согласно другим источникам, 36-м) аббатом Тонгерло, с 1608 года и до своей смерти. Он поощрял академические исследования в стенах монастыря. Аббатство
владело обширной библиотекой и продолжило работу, которая велась конгрегацией болландистов, после её роспуска в 1789 году.
В 1796 году французские оккупационные войска конфисковали и продали имущество монастыря, многие здания, в том числе и церковь, были разрушены. При аббате Петере Баскхе (Peter Hubert Evermode Backx) монастырь был восстановлен, а его имущество возвращено.

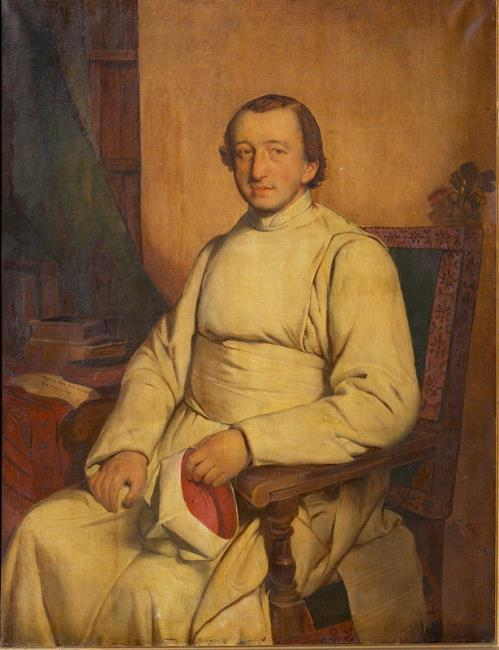
Evermodus Backx, 1805—1867

В аббатстве находится музей Леонардо да Винчи, в котором хранится копия «Тайной вечери» художника, написанная в XVI веке одним из его учеников. На копии видны различные детали, которые уже утрачены на оригинальной росписи.